# Kristin Amparo
Kristin Viktoria Amparo Sundberg (Cali, 15 giugno 1983) è una cantante colombiana naturalizzata svedese.

## Biografia
Kristin Amparo si è fatta conoscere con la hit Dance Our Tears Away, arrivata 15ª nella Sverigetopplistan e certificata doppio platino dalla IFPI Sverige. Ha poi inciso con Albin il brano di successo Din soldat, numero uno nella hit parade svedese, ottuplo disco di platino e candidato per il Grammis alla canzone dell'anno.
I See You, tratta dall'EP omonimo (2015), ha segnato il suo terzo ingresso nella top 40 svedese. A Dream, primo album in studio (2015), è stato susseguito dall'LP Som havets ängar (2022).

## Discografia

### Album in studio
- 2015 – A Dream
- 2022 – Som havets ängar

### EP
- 2015 – I See You

### Singoli
- 2013 – Andas (con Cleo e Broke n Tipsy)
- 2014 – Vem e han (con Cleo e Broke n Tipsy)
- 2016 – Until We Meet Again (con Andreas Carlsson, Lotta Engberg e Ulrik Munther)
- 2016 – Music
- 2019 – Min längtan
- 2020 – De los prados del mar
- 2021 – Follow the River
- 2021 – Like a Crown
- 2021 – Do About It
- 2021 – The River (con Cazzette e The Color Red)
- 2021 – Dark Skies
- 2021 – Can't Get into the Spirit (con Sylve)
- 2022 – I've Seen the Devil
- 2022 – Devil (con Eriice)
- 2022 – How It Goes (con Sylve)
- 2022 – Outside of Love
- 2024 – Brighter Life